# Hockeria pulchella
Hockeria pulchella är en stekelart som beskrevs av Masi 1932. Hockeria pulchella ingår i släktet Hockeria och familjen bredlårsteklar.
Artens utbredningsområde är Taiwan. Inga underarter finns listade i Catalogue of Life.